# 斯诺学者
斯诺学者（Edgar Snow Scholar），是由紀念愛德加·史諾（Edgar Snow）的斯诺纪念基金会（Edgar Snow Memorial Foundation）资助的一项国际教育交流项目。从1978年开始邀请杰出的中国学者到密苏里大学堪萨斯分校（UMKC）进行学术研究和文化交流。迄今为止，已有22位中国学者、教育者和专业人士通过斯诺学者计划参与交流。参与者中，包括中国著名科学家、经济学家、教育学家、艺术家以及各界精英。

## 历届斯诺学者名单：
第一届：徐嘉余 ，访学时间1978年。1950年毕业于上海圣约翰大学医学院，1972年任上海瑞金医院内科主任，上海第二医科大学教授。
第二届：周广仁（女），访学时间1980年。钢琴家，中央音乐学院终身教授。当代中国最具影响力的钢琴演奏家、教育家。
第三届：韩德培，访学时间1982年。法学家、教育家。先后毕业于中央大学、多伦多大学和哈佛大学。武汉大学法学院教授、博导、中国国际经济贸易仲裁委员会顾问。
第四届：英若诚，访学时间1982年。中国著名表演艺术家、翻译家、话剧导演。
第五届：吴作人，访学时间1983年。著名画家。继徐悲鸿之后中国美术界的又一领军人物。
第六届：黄昆，访学时间1984年。世界著名物理学家、中国科学院院士、中国固体和半导体物理学奠基人之一。2001年获年度国家最高科学技术奖。
第七届：蒋元椿，访学时间1985-1986年。著名记者。历任新华社国际新闻编辑部编辑、记者、评论员，《人民日报》评论员、东方部、国际部主任，国际关系学院兼职教授。
第八届：钮经义，访学时间1987年 。生物化学家，中国科学院院士。历任中国科学院上海生物化学研究所研究员、中科院生物学部委员。
第九届：陈占祥，访学时间1988年。毕业于英国利物浦大学建筑学院建筑系。中国城市规划专家。以1950年他和梁思成提出的“梁陈方案”闻名。
第十届：林菊英（女），访学时间1989年。毕业于北京协和医学院护士学校。护理学家。1989年荣获第32届南丁格尔奖。
第十一届：傅靖声，访学时间1992年。中国著名画家、电影摄影师、导演。毕业于北京电影学院摄影系。
第十二届：张礼和，访学时间1993年。有机药物化学家。1995年当选为中国科学院化学学部院士。现为北京大学药学院教授、天然药物及仿生药物国家重点实验室学术委员会主任。
第十三届： 王俊宜（女），访学时间1994年。著名经济学家。北京大学经济学院教授。
第十四届： 郑咏（女），访学时间1996年。著名女高音歌唱家，全总文工团国家一级演员。曾获第九届比利时维尔维埃国际声乐比赛两项最高大奖、纽约世界歌剧比赛女声第一名。曾被评为优秀文艺工作者、全国十佳青年，获全国五一劳动奖章。
第十五届：陈辉，访学时间1998年。原中国日报社副总编。1960年美国作家斯诺首次访问新中国，毛泽东和斯诺谈话，周总理和斯诺长谈，均由陈辉担任翻译。
第十六届：陶澍，访学时间2001年。中科院院士、环境地理学家。北京大学城市与环境学院教授。现任国际环境毒理与化学学会亚太分会主席、中国地理学会环境地理专业委员会主任、
ES&T顾问编委、IEAM副主编及EP、JEGH等国际刊物编委。
第十七届：高尚全，访学时间2002年。高级经济师，教授。长期从事政策研究工作，1982年起任国家体改委处长、副局长、中国体改研究所所长，1985至1993年任国家体改委副主任。1999年，任中国经济体制改革研究会会长。
第十八届：李萍萍，访学时间2005年。北京大学肿瘤医院中西医结合科主任医师，教授，博士生导师。
第十九届：徐昌俊，访学时间2006年。天津音乐学院院长。
第二十届：吴家煌，访学时间2008年。经济学家。原中华人民共和国海关总署关税司司长，中国世界贸易组织研究会副会长，退休后担任国务院税则委员会咨询委员。
第二十一届：张虹，访学时间2016年。中国人民大学中共党史系博士。
第二十二届：孙华，访学时间2016年。毕业于北京大学国际关系学院，教授。北京大学元培学院党委书记，北京大学斯诺研究中心副主任。